# Francis Spufford
Francis Spufford (ur. 1964) – brytyjski pisarz, nauczyciel akademicki, syn historyków Petera i Margaret Spuffordów.
W 1985 ukończył studia licencjackie z zakresu literatury angielskiej na Uniwersytecie Cambridge. Później pracował jako dziennikarz. Otrzymał nagrody literackie – Writers' Guild Award, Somerset Maugham Award i Banff Mountain Book Prize (wszystkie za książkę I May Be Some Time: Ice and the English Imagination), Costa Book Awards (za powieść historyczną Golden Hill) oraz Sunday Times Young Writer of the Year Award.
Mieszka w Cambridge.

## Dzieła

### Powieści historyczne
- Red Plenty (2010; wydanie polskie Czerwony dostatek 2012)
- Golden Hill (2016)

### Redakcja antologii
- The Chatto Book Of Cabbages And Kings: Lists In Literature (1989)
- Cultural Babbage (1997; wraz z Jenny Uglow)
- The Vintage Book of The Devil (1997)
- The Antarctic (2008)

### Literatura faktu
- I May Be Some Time: Ice and the English Imagination (1996)
- The Child That Books Built: A Life in Reading (2002)
- Backroom Boys: The Secret Return of the British Boffin (2003)
- Unapologetic: Why, despite everything, Christianity can still make surprising emotional sense (2012)